# Frederick William MacMonnies

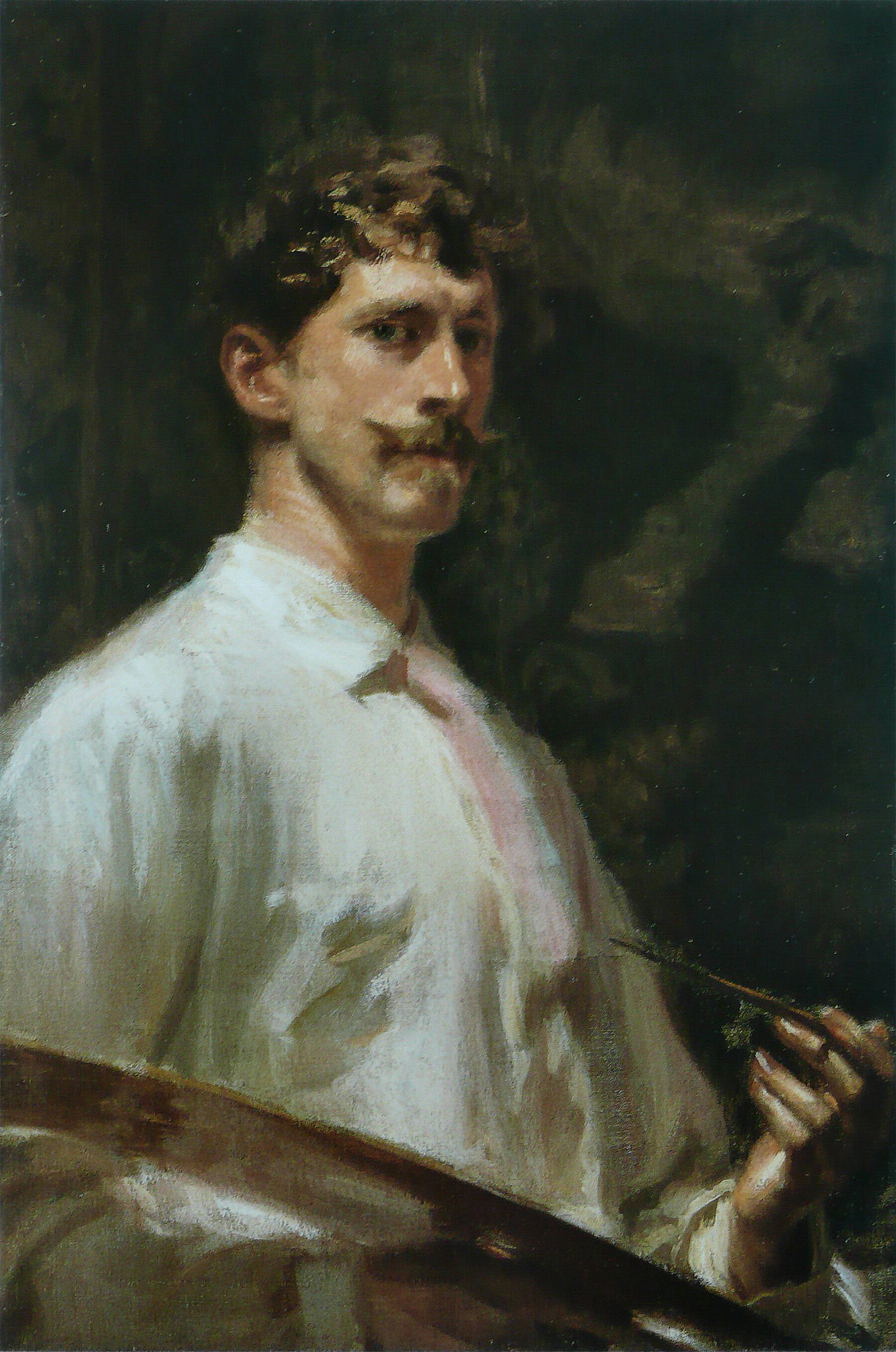
Selbstporträt, 1896, Chicago, Terra Foundation for American Art, Daniel J. Terra Collection

Frederick William MacMonnies (* 28. September 1863 in Brooklyn Heights, Brooklyn; † 22. März 1937 in New York City, New York) war ein US-amerikanischer Bildhauer und Maler.

## Leben

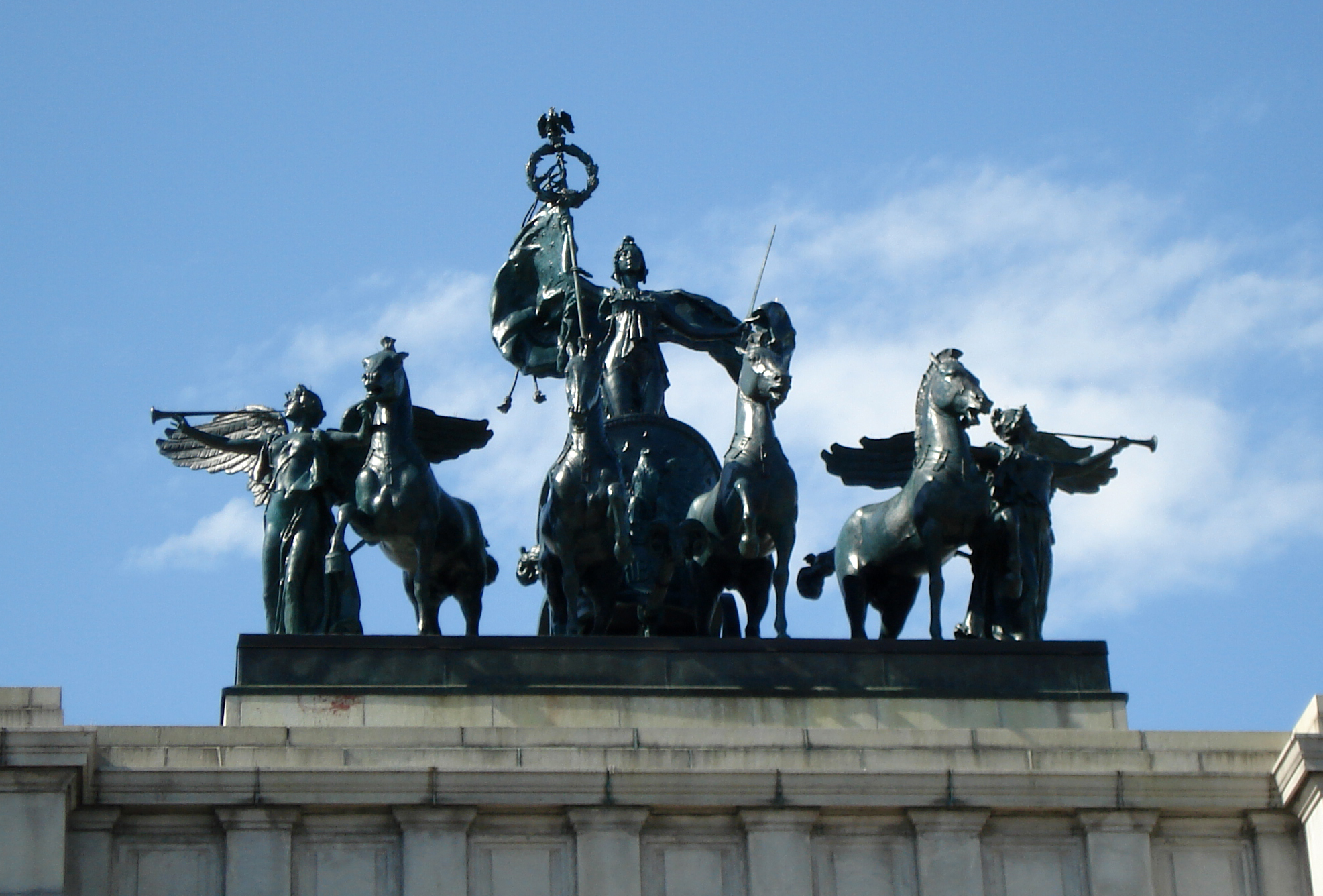
Die Quadriga in Brooklyn, New York

MacMonnies erlernte die Malerei von seiner Mutter, die bei dem berühmten Maler Benjamin West studierte. Im Jahr 1800 ging er bei Augustus Saint-Gaudens in die Lehre und wurde später dessen Assistent. In Abendkursen studierte MacMonnies an der National Academy of Design und Art Students League of New York in New York City. Im Jahr 1884 ging MacMonnies nach Frankreich, wo er Bildhauerei an der École nationale supérieure des beaux-arts de Paris studierte. Dort gewann er zweimal die höchste Auszeichnung (Prix Atelier) für ausländische Studenten. Kurz darauf kehrte er zurück in die Vereinigten Staaten und arbeitete wieder bei Saint-Gaudens – doch nach einem Jahr zog es ihn nach Frankreich zurück, wo er bis zum Beginn des Ersten Weltkriegs lebte. In der Zeit lehrte er an der Académie Carmen und an der Académie Vitti.
Frederick William MacMonnies war in erster Ehe mit der Malerin Mary Fairchild verheiratet. Das Paar lebte mehrere Jahre in der amerikanischen Künstlerkolonie in Giverny. Aus dieser Ehe stammen drei Kinder. Während die beiden Töchter das Erwachsenenalter erreichten, starb der Sohn bereits als Zweijähriger. Nach der Scheidung 1909 heiratete er 1910 die Malerin Alice Jones. Er starb am 22. März 1937 an den Folgen einer Lungenentzündung.

## Ehrungen
- 1896 Chevalier la Légion d’honneur
- 1898 Mitglied der American Academy of Arts and Letters[1]
- 1900 Goldmedaille bei der Weltausstellung in Paris
- 1900 Mitglied der Académie française
- 1932 „Lindbergh-Medaille“